# بنك أمريكا
شَّرِكَة بنك أمريكا (بالإنجليزية: Bank of America Corporation) (بنك أوف أَمرِيكا) هُو مصرف استثماري أمريكيّ متعدد الجنسيّات وشركة قابضة لِلخِدمات الماليَّة مَقَرها في شارلوت بولاية كارولاينا الشماليَّة، تأسس في سان فرانسيسكو باستِحواذ «نيشينز بنك» على «بنك أَمرِيكا» في عام 1998، وَهُو ثاني أكبر مؤسَّسة مصرفية في الولايات المتحدة بَعد جي بي مورغان تشيس وثامن أكبر بنك فِي العَالم، وَهُو أحد المؤسّسات المصرفيّة الأربعة الكبرى في الوَلاَيات المتَّحدة،  يُخدم البَنك حوالي 10.73 بالمائة من جَمِيع الودائع المصرفيّة الأمريكيَّة وينافس جي بي مورغان تشيس وسيتي غروب وولز فارجو، تَشمَل خدماته الماليَّة الأساسيّة الخِدمات المصرفيّة التجاريَّة وإدارة الثروات وَالخِدمات المصرفيّة الاستثماريَّة، وفي 2007 بلغَ عدد موظَّفي البَنك 210,000 مُوَظَّف.
يعود تَارِيخ أحد فروعه إلى «بنك إيطاليا» الَّذِي أسسه جيانيني اماديو في عام 1904 لتقديم الخِدمات المصرفيّة المُختَلِفَة للمهاجرين الإيطاليين الذين واجهوا تمييزًا في الخِدمات البنكية. سهّل التشريع المصرفي الفيدراليّ التاريخيّ النمُو السَّرِيع «لبنك أَمرِيكا» في الخَمسينِيَّات، وسُرعان مَا أسّس حصّة بارزة في السوق، وتعرض لخسارة كَبِيرَة في الأزمة المالية الروسية 1998 واستحوذت عليه «نيشينز بنك» مُقابِل 62 مِليار دولار أمريكي، وَكَان حِينَهَا أكبر اِستِحواذ مصرفي في التَّاريخ، تأسّست شَّرِكَة «بنك أوف أَمرِيكا كوربوريشن» بَعد سِلسِلَة من عَمَليّات الدمج والاِستِحواذ، وَفِي 2008 أسست ميريل لينش لإدارة الثروات، وأسست «بنك أوف أَمرِيكا ميريل لينش» لِلخِدمات المصرفيّة الاستثماريَّة في 2009.
يحتفظ كلّ من بنك أوف أَمرِيكا وميريل لينش لإدارة الثروات بحصص كَبِيرَة في السوق في عروضهم الخاصّة، ويُعتبر «بنك أوف أَمرِيكا ميريل لينش» ثالث أكبر بنك استثماري فِي العَالم اعتبارًا من 2018،  حيثُ يتولى إِدَارَة الثروات البالغة 1.081 تريليون دُولَار أمريكي، ويُعتبر ثاني أكبر مديري الثروات فِي العَالم، بَعد بنك يو بي إس،  فيمَا يعمل «بنك أوف أَمرِيكا» في مَجَال الخِدمات المصرفيّة التجاريَّة في جَمِيع أنحاء الوَلاَيات المتَّحدة وأكثر من 40 دَولَة أُخرى،  ويُغطي وجودها المصرفي التِجَارِيّ 4600 مَركَز مصرفي و15900 جهاز صراف آلي.
أدَّت الحصة الكبيرة للبنك في السوق والأَنشِطَة التجاريَّة والتأثير الاقتصاديّ إلى العديد من الدعاوى القضائيَّة والتحقيقات المتعلّقة بالرهون العقارية والإفصاحات الماليَّة الَّتِي تعود إلى الأزمة الماليَّة لعام 2008. وفي أغسطس 2018 بَلَغَت القِيمَة السوقِيَّة لبنك أوف أَمرِيكا حوالي 313.5 مِليار دُولَار ممَّا جعله ثالث أكبر شَّرِكَة فِي العَالم، وسادس أكبر شَّرِكَة عامة أمريكيَّة حيثُ حقَّقت مَبيعات بَلَغَت 102.98 مِليار دُولَار في 2018،  وَفِي 2020 احتل بنك أوف أَمرِيكا المرتبة الخامسة والعشرون في قَائِمَة فورتشين 500 لأكبر الشَّرِكَات الأمريكيَّة من حيثُ إجمالي الإيرادات،  واحتل المرتبة الثَّامِنَة في «تصنيف فوربس 2020».

## التاريخ
ظهر اسم بنك أَمرِيكا لأول مرَّة في 1923 عِند تَأسِيس «بنك أَمرِيكا» في لوس أنجلوس، والَّذِي اِستَحوذ عليه «بنك إيطاليا» في عام 1928،  وَفِي عام 1784 تم ترخيص «بنك ماساتشوستس»، وَفِي عام 1874 تأسس «البَنك التِجَارِيّ الوطنيّ في شارلوت» الَّذِي اندمج في عام 1958 مَع «شَّرِكَة أمريكان ترست كومباني» ليشكلا معًا «البَنك التِجَارِيّ الأمريكيّ»،  وَبَعد عامين اندمج مَع «بنك جرينسبورو الأمني الوطنيّ» وأصبح يُعرف بِاِسم «بنك نورث كارولينا الوطنيّ»، وَفِي عام 1991 اندمج البَنك الأخير مَع «سوفران كوربوراشن أوف أتلانتا ونورفولك» لتشكيل «نيشنز بنك».

### بنك إيطاليا
يعود تَارِيخ «بنك أوف أَمرِيكا» إلى 17 أكتوبر 1904 عَندَمَا أَسّس جيانيني اماديو بنك إيطاليا في سان فرانسيسكو،  وَفِي عام 1922 تأسس «بنك أَمرِيكا في لوس أنجلوس» وأمتلك جيانيني حصّة أقلية فِيه، واندمج البنكان في 1928 لتأسيس أكبر مؤسَّسة مصرفية في البلاد،  وَفِي عام 1986 اِستَحوذت «دويتشه بنك أيه جي» على «بنك أَمرِيكا وإيطاليا» بالكَامِل، وَهُو بنك تأسس في نابولي في 1917، وَفِي عام 1918 اِستَحوذت «بانسيتالي كوربوراشن» على أسهم العديد من بنوك مَدِينَة نِيُويُورك وبعض البُلدان الأجنبيَّة. وَفِي 1918 اِفتَتَح البَنك وفداً في نِيُويُورك لمتابعة الشؤون السياسيَّة وَالاِقتِصَادِيَّة والماليَّة الأمريكيَّة عَن كثب، وَفِي 1928 دمج جيانيني بنكه مَع «بنك أَمرِيكا في لوس أنجلوس»، برئاسة «أورا إي مونيت»، والَّذِي أُعيد تسميته في 3 نوفمبر 1930 إلى «بنك أَمرِيكا وَالرَّابِطَة الوطنيَّة للائتمان والادخار»،  حيثُ كَان البَنك الوحيد المعين في الوَلاَيات المتَّحدة في ذَلِك الوَقت، وترأّس جيانيني ومونيت البَنك الناتج وعملوا كرؤساء مشاركين.

### التوسع في كاليفورنيا
أنشأ جيانيني أول فرع للبنك خارج سان فرانسيسكو في عام 1909 في سان خوسيه، بَعد فَترَة وجيزة من تشريع 1909 الَّذِي سمح بإنشاء فروع خدمات مصرفيّة في ولاية كاليفورنيا، وبحلول 1929 كَان لَدَى البَنك 453 مكتبًا مصرفيًا في كاليفورنيا بموارد إجمالية تَزِيد عَن 1.4 مِليار دُولَار أمريكي،  وأُفتتح فرع بنك إيطاليا في 1909 في «حَدِيقَة التَّاريخ» في سان خوسيه، وسعى جيانيني لِإِنشاء بنك وطني، وتوسع في مُعظم الوَلاَيات الغَربيَّة وَفِي التأمينات تحت رِعايَة شركته القابضة شَّرِكَة «ترانس أميركا كوربوراشن»، وَفِي عام 1953 فرضت السُلطات الفصل بَين شَّرِكَة «ترانس أميركا كوربوراشن» وبين «بنك أوف أَمرِيكا» بموجب «قانون كلايتون لِمُكَافَحَة الاحتكار»،  وحظر القَانُون على البنوك امتلاك شركات تَابِعَة غير مصرفية مِثل شركات التأمين، وتمَّ الفصل بَين «بنك أوف أَمرِيكا» و«ترانس أميركا»، واستمرت «ترانس أميركا» في قطاع التأمين، وحظرت السُلطات المصرفيّة الفيدراليَّة نشاط بنك أوف أَمرِيكا المصرفي بَين الوَلاَيات، واضطرت الفروع التَّابِعَة لَه خارج كاليفورنيا العَمَل كشركات منفصلة والَّتِي أصبَحَت شَّرِكَة مستقلة بِاِسم «فيرست انترستات بانكورب»، وَفِي 1996 اِستَحوذت عَلَيهَا شَّرِكَة ولز فارجو، وَلَم يتمكَّن بنك أوف أَمرِيكا من توسيع نشاطه المصرفي الاستهلاكي المحليّ خارج كاليفورنيا إلَّا في الثمانينات، عَندَمَا أُجريت تعديلات في التشريعات واللوائح المصرفيّة الفيدراليَّة.
سمحت التشريعات الجَدِيدَة أيضًا بالربط المُبَاشِر لبطاقات الائتمان بالحسابات المصرفيّة الفردية، وَفِي 1958 قَدَم بنك أوف أَمرِيكا خِدمَة «بانك أمريكارد» وَغير اسمها إلى فيزا في عام 1977. وقدم تَحَالُف من جمعيات البطاقات المصرفيّة الإقليميَّة خِدمَة «انتربانك» في عام 1966 للتنافس مَع «بانك أمريكارد»، وأعاد تسميتها إلى «انتربانك ماستر تشارج» في عام 1966، ثم إلى ماستركارد في عام 1979.

### التوسع خارج كاليفورنيا

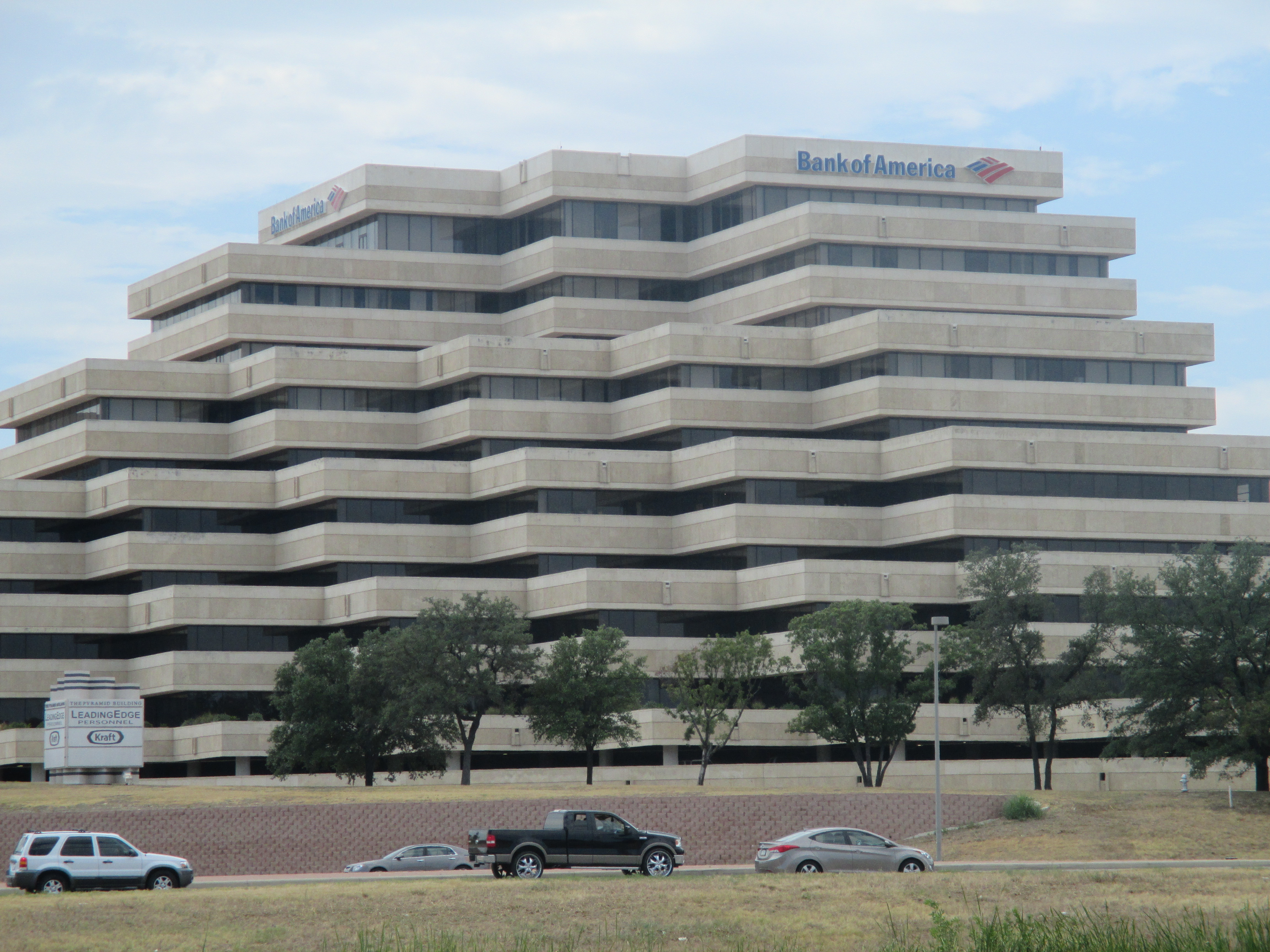
أبراج فرع بنك أمريكا السابق على شكل هرم في الطريق السريع 410 في سان أنطونيو بتكساس

شعار بنك أوف أمريكا المُستخدم من 1998 إلى 2018

بَعد إقرار قانون الشَّرِكَة القابضة للبنك لعام 1956،  تأسّست شَّرِكَة «بنك أَمرِيكا كوربوراشن» لامتلاك وتشغيل بنك أوف أَمرِيكا وَالشَّرِكات التَّابِعَة لَه، وتوسَّع بنك أوف أَمرِيكا خارج كاليفورنيا في عام 1983، عَندَمَا اِستَحوذ على شَّرِكَة «سيفيرست كوربوراشن» في سياتل، وولاية واشنطن، وفرعها المصرفي «سياتل فيرست ناشونال بانك»،  حيثُ كَانَت سيفيرست مديونة للحكومة الفيدراليَّة بسلسلة من القروض النفطيَّة، واستمرت «بنك أَمرِيكا كوربوراشن» بتشغيل شركتها الفرعيّة الجَدِيدَة بِاِسم سيفيرست بدلاً من «بنك أوف أَمرِيكا» حتَّى دُمجت مَع «نيشنز بنك» في 1998.
تعرضت شَّرِكَة «بنك أَمرِيكا كوربوراشن» لخسائر فادحة في عاميّ 1986 و1987 بَعد تَقديمِها لسلسلة من القروض للعالم الثالث وأمريكا اللاتينية، حيثُ طردت الشَّرِكَة مديرها التَّنفِيذِي «سام أرماكوست» في عام 1986، وأعادت سلفه ألدن دبليو. كلوسن ليحل محله، وأدت الخسائر لانخفاض كَبِير في أسهم الشَّرِكَة، وأصبحت عرضة لعمليات الاِستِحواذ العدائيَّة، مِثل عرض الاِستِحواذ الَّذِي قدمته شَّرِكَة «فيرست انترستات بانكورب أوف لوس أنجلس» في خريف عام 1986،  لكن الشَّرِكَة رفضت العروض وباعت شركتها الفرعيّة «فينانس أَمرِيكا» لشركة كرايسلر، وباعت شركة الوساطة «تشارلز شواب وشركائه» مرة أخرى إلى تشارلز ر. شفاب، كما باعت «بنك أوف أَمرِيكا وإيطاليا» إلى دويتشه بنك، وَفِي 1987 انخفض سعر سهم شَّركَة «بنك أَمريكا كوربوراشن» إلى 8 دُولَار عَندَمَا انهار سوق الأوراق الماليَّة في يوم الأثنين الأسود.
بحلول 1992 انتعشت أسهم الشَّرِكَة بقوة لتصبح أحد أكبر الرابحين في ذَلِك النصف من العقد، واستحوذت في العَام ذاته على شَّرِكَة «سكيورتي باسيفيك كوربوراشن» وفرعها «سكيورتي باسيفيك ناشيونال بانك» في كاليفورنيا وبنوك أُخرى في أريزونا وأيداهو وأوريغون وواشنطن، والَّتِي كَانَت قد اِستَحوذت عَلَيهَا شَّرِكَة «سكيورتي باسيفيك» في أواخر الثمانينات، وَكَان هَذَا الاِستِحواذ الكبير يمثل أكبر اِستِحواذ مصرفي في التَّاريخ في ذَلِك الوَقت،  ولكنَّ المُنظمون الفيدراليون أجبروها على بيع «بنك راينير» الَّذِي يُمِثل نصف شَّرِكَة سكيورتي باسيفيك في واشنطن، وقُسمت فروعها في واشنطن وباعتها إلى «ويست وان بانكورب» («يو إس بانكورب» حاليًا) و«كيبانك». وَفِي وَقت لاحق من العَام ذاته توسعت «بنك أَمرِيكا كوربوراشن» في نيفادا واستحوذت على «فالي بانك أوف نيفادا».
في عام 1994 اِستَحوذت «بنك أَمرِيكا كوربوراشن» على «بنك وَصُندُوق كونتيننتال إلينوي الوطنيّ» في شيكاغو، وحينها لَم يكن باستطاعة أي بنك إنقاذ كونتيننتال، لِذلك قامت الحُكومة الفيدراليَّة بإدارته لحوالي عقد من الزمان،  وَبَعد ذَلِك عمِلَت إلينوي على تَنظِيم الفروع المصرفيّة وَكَان «بنك أوف أَمرِيكا إلينوي» بنكًا من وَحدة واحدة حتَّى القرن الحادي وَالعَشرَين، ونقلت شَّرِكَة «بنك أَمرِيكا كوربوراشن» قسم الإقراض الوطنيّ التابع لَهَا إلى شيكاغو لتأسيس موطئ قَدَم مالي لَهَا في تِلك اَلمِنطَقَة.
دخلت شركة «بنك أَمرِيكا كوربوراشن» في مَجَال التمويل والتوزيع، بَعد اِستِحواذها على شَّرِكَة «كونتيننتال إلينوي»، وأصبحت «بانك أَمرِيكا سكورتيس» («بي أيه سكورتيس») امتيازًا كامل الخِدمات،  وَفِي 1997 اِستَحوذت «بنك أَمرِيكا كوربوراشن» على بنك «روبرتسون ستيفنز» الاستثماري المُتخصِص في التِكنولوجيا المتقدّمة في سان فرانسيسكو مُقابِل 540 مليُون دُولَار،  ودُمجت «روبرتسون ستيفنز» في «بانك أَمرِيكا سكورتيس» لتأسيس شَّرِكَة جديدة بِاِسم «بنك أَمرِيكا روبرتسون ستيفنز».

### اندماج «نيشنز بنك» وبنك أمريكا

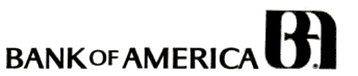
شعار بنك أوف أمريكا السابق (بي إيه) خلال الفترة 1969-1998

في عام 1997 أقرضت شَّرِكَة «بنك أَمرِيكا كوربوراشن» مبلغ وقدره 1.4 مِليار دُولَار أمريكيّ لصندوق «دي شاو» لإدارة أَعمَال مختلفة،  ولكنَّ الصُّندُوق تكبد خسارة كَبِيرَة بَعد التخلف عَن سداد سندات روسيا عام 1998،  واستحوذ بنك «نايشنز بانك أوف شارلوت» على شَّرِكَة «بنك أَمرِيكا كوربوراشن» في أكتوبر 1998 فيمَا كَان أكبر اِستِحواذ مصرفي في التَّاريخ في ذَلِك الوَقت.
بينما كَان «نيشنز بنك» الناجي الاسمي، أخذ البَنك المُدمج الاسم الأكثر شهرة لبنك أَمرِيكا، ولاحقًا تغيير اسم الشَّرِكَة القابضة إلى «بنك أوف أَمرِيكا كوربوراشن» في حِين اندمج «نيشنز بنك إن إيه»، مَع «بنك أوف أَمرِيكا إن تي آند إس أيه» لتشكيل «بنك أوف أَمرِيكا إن أيه»،  حيثُ يعمل البَنك المُشتَرَك بموجب الميثاق الفيدراليّ 13044، والَّذِي تم منحه لبنك جيانيني الإيطاليّ في 1 مارس 1927، وَمَع ذَلِك لَا يزال مَقَر الشَّرِكَة المدمجة في شارلوت، وتحتفظ الشَّرِكَة بتاريخ أسعار أسهم «نيشنز بنك» قَبل عام 1998، حيثُ كَانَت جَمِيع إيداعات هيئة الأوراق المالية والبورصات الأمريكية قَبل عام 1998 مدرجة بِاِسم «نيشنز بنك» وليس بنك أوف أَمرِيكا، وتولَّى هيو ماكول رَئِيس مَجلِس الإِدَارَة والرَّئِيس التَّنفِيذِي في «نيشنز بنك» نفس الأدوار في الشَّرِكَة المدمجة، وَفِي عام 1998 امتلك «بنك أوف أَمرِيكا» أصولًا مجمعة بقيمة 570 دُولَار بِالإضافة إلى 4800 فرع في 22 ولاية، وأصر المُنظمون الفيدراليون على تصفية 13 فرعًا في نيومكسيكو،  وسميت شَّرِكَة «نيشنز بنك مونتغمري سيكيورتيز» بِاِسم «بانك أوف أَمرِيكا سيكيورتيز» في عام 1998.

### 2001 حتى الوقت الحاضر

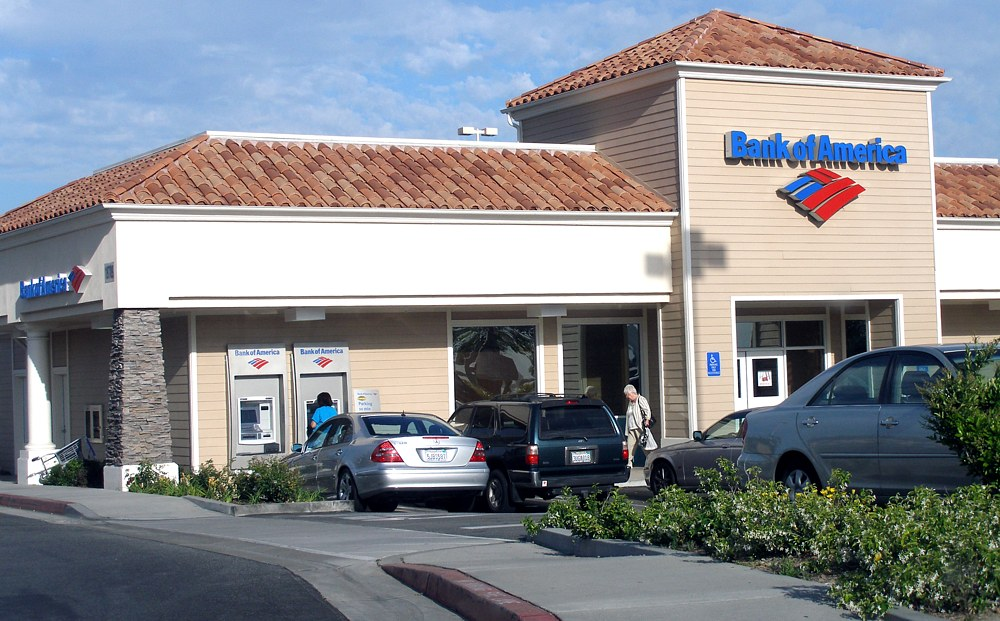
مكتب محلي نموذجي لبنك أمريكا في لوس أنجلوس

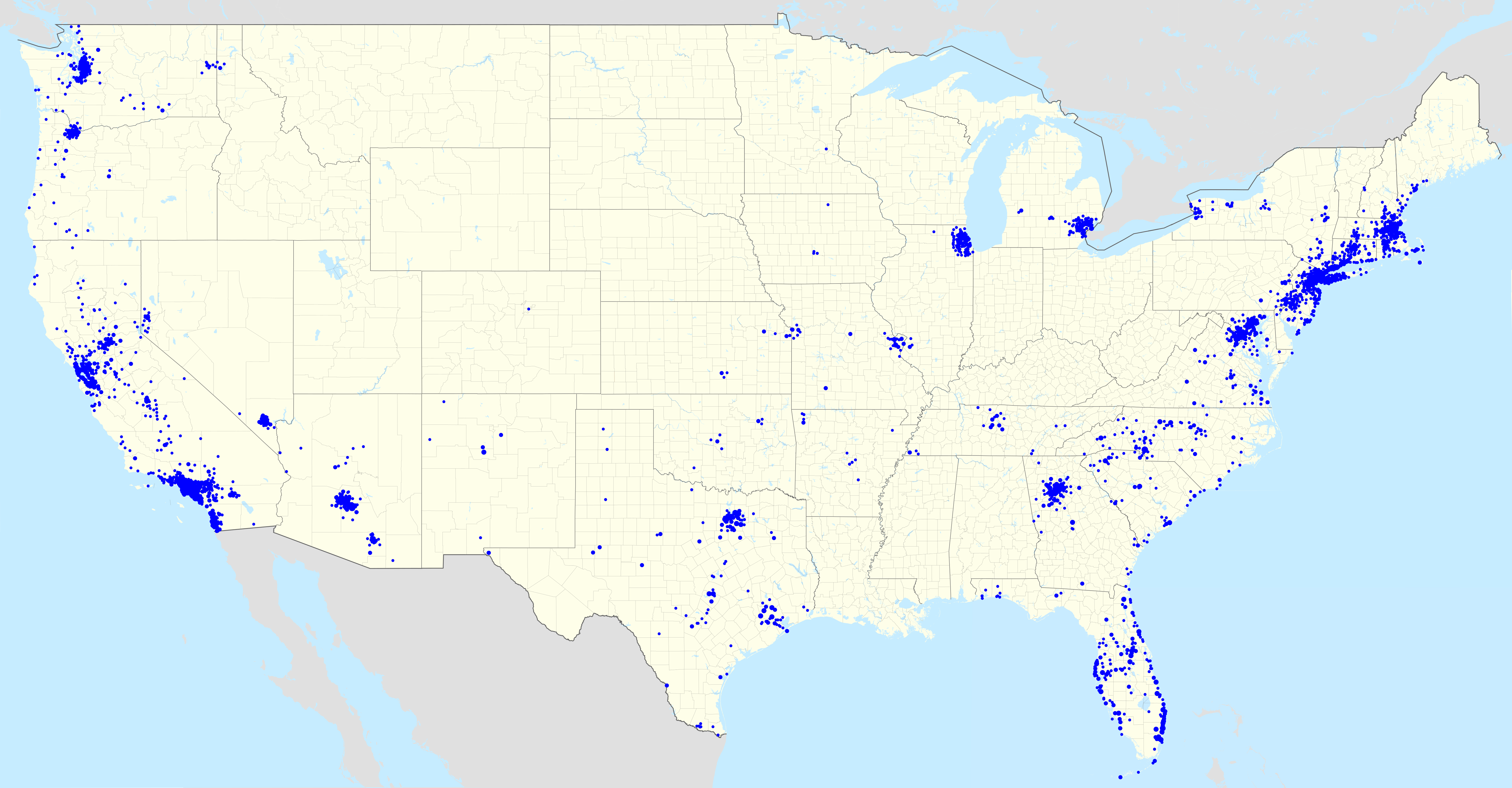
بصمة بنك أمريكا

في عام 2001 تنحى ماكول عَن منصبه وعُين كين لويس خلفًا لَه، وَفِي عام 2004 أعلن بنك أَمرِيكا أنَّه سيشتري «بنك فليت بوسطن فينانسيال» ومقره بوسطن مُقابِل 47 مِليار دُولَار أمريكي،  ومُنحت جَمِيع بنوك وفروع «بنك فليت بوسطن فينانسيال» شِعَار بنك أوف أَمرِيكا، وَفِي وَقت الاندماج كَان فليت بوسطن سابع أكبر بنك في الوَلاَيات المتَّحدة، حيثُ كَانَت تَبلُغ أصوله 197 مِليار دُولَار أمريكي، وله أَكثَر من 20 مليُون عميل وتبلغ إيراداته 12 مِليار دُولَار أمريكي، ووفقًا لبوسطن غلوب فَقَد المئات من عمَّال فليت بوسطن وظائفهم وتمَّ تَخفِيض رتب بعضهم بَعد الاندماج.
في 30 يونيو 2005 أعلن «بنك أوف أَمرِيكا» أنَّه سيشتري عملاق بطاقات الائتمان "إم بي إن أيه" مُقابِل 35 مِليار دُولَار أمريكي، وأعطى مجلس الاحتياطي الفيدرالي موافقته النهائيَّة على الاندماج في 15 ديسمبر 2005، وأتاح الاِستِحواذ لبنك أوف أَمرِيكا أن يكون مصدرًا رائدًا لبطاقات الائتمان المحَلِية والأجنبيَّة، حيثُ كَان لَدَى «كارد سيرفيس» و«إم بي إن أيه» أَكثَر من 40 مليُون حساب أمريكيّ وحوالي 140 مِليار دُولَار أمريكيّ في الأرصدة القَائِمَة، وأُعيد تسمية البطاقات الائتمانية بِاِسم «إف آي أيه كارد سيرفيس» (بالإنجليزية: FIA card services).
عَمَل «بنك أوف أَمرِيكا» بِاِسم "بنك بوسطن" في العديد من بُلدان أَمرِيكا اللاتينيَّة الأُخرى ومنها البرازيل، وَفِي مايو 2006 اتفق «بنك أوف أَمرِيكا» مَع «بانكو ايتاو» على اِستِحواذ شَّرِكَة ايتا على عَمَليّات بنك بوسطن في البرازيل، ومنحت حقًا حصريًا لشراء عَمَليّات بنك أوف أَمرِيكا في تشيلي والأوروغواي في تبادل أسهم ايتاو، وتمَّ التَّوقِيع على الصفقة في أغسطس 2006.
تضَّمنت عَمَليّات «بنك بوسطن» البرازيليَّة قَبل الصفقة إِدَارَة الأصول، وَالخِدمات المصرفيّة الخاصّة، ومحفظة بطاقات الائتمان، وقطاعات الشَّرِكَات الصَّغِيرَة وَالمُتَوَسِطَة والكبيرة، وَكَان للبنك 66 فرعا و203 ألف عميل في البرازيل، كَان لَدَى بنك بوسطن في تشيلي 44 فرعًا و58 ألف عميل، وَفِي الأوروغواي كَان لديه 15 فرع و23 فرع لِشَرِكَة بطاقات الائتمان «أو سي إيه»، حيثُ قَدَم «بنك بوسطن إن أيه» في الأوروغواي مَع «أو سي إيه» الخِدمَة لحوالي 372 ألف عميل بشكل مُشتَرَك، وكجزء من اتفاقية البيع لَا يُمكِن لبنك أوف أَمرِيكا اِستِخدام اسم «بنك بوسطن» في البرازيل وشيلي والأوروغواي، وبِالتالي اختفى اسم بنك بوسطن من هَذِه البُلدان، فيمَا سمح سهم ايتاو الَّذِي حصل عليه بنك أوف أَمرِيكا من وصول حصته في ايتاو إلى 11.51 بالمائة.
في 20 نوفمبر 2006 اشترى بنك أوف أَمرِيكا شَّرِكَة "يو إس ترست" مُقابل 3.3 مِليار دُولَار أمريكيّ من "مؤسسة تشارلز شواب"، حيثُ يملك «يو إس ترست» حوالي 100 مِليار دُولَار أمريكيّ من الأصول، وله خِبرَة مُنذ 150 عامًا.
في 14 سبتمبر 2007 حصل بنك أوف أَمرِيكا على موافقة مَجلِس الاحتياطي الفيدراليّ للاستحواذ على بنك «لاسال كوربوراشن» من ايه بي ان امرو مُقابل 21 مِليار دُولَار أمريكي، وامتلك بنك أوف أَمرِيكا أصوله البالغة 1.7 تريليون دُولَار، وتمَّ الانتهاء من الاِستِحواذ في 1 أكتوبر 2007. يملك لاسال العديد من البنوك الإقليميَّة الصَّغِيرَة الَّتِي اِستَحوذت عَلَيهَا فروعه خِلال العقد الماضي، مِثل «لانسنغ» و"بنك ميتشيغان الوطني" ومقره ديترويت، وشمل الاِستِحواذ حدث «ماراثون شيكاغو» الَّذِي اِستَحوذت عليه «ايه بي ان امرو» في 1996، وتولَّى بنك أوف أَمرِيكا إدارته بدءًا من سباق 2007، ومن خِلال هَذَا الاِستِحواذ توسع تواجد «بنك أوف أَمرِيكا» في إلينوي وميشيغان وإنديانا وبلغت عدد فروعه 411 فرعًا، وله 17 ألف عميل من البنوك التجاريَّة و1.4 مليُون عميل تجزئة و1500 جهاز صراف آلي، وأصبح أكبر بنوك شيكاغو مَع 197 مكتبًا و14 بالمائة من حصّة الودائع متجاوزًا جي بي مورغان تشيس. ولاحقًا حمل "بنك لاسال" و«بنك لاسال ميد ويست» اسم بنك أَمرِيكا في 5 مايو 2008.
أعلن كين لويس الَّذِي فَقَد مَنصِب رَئِيس مَجلِس الإِدَارَة، أنَّه سيتقاعد من مَنصِب الرَّئِيس التَّنفِيذِي في 31 ديسمبر 2009، ويرجع سبب ذَلِك إلى التحقيقات القانونيَّة المتعلّقة بشراء «ميريل لينش»، وأصبح "بريان موينيهان" رئيسًا ومديرًا تنفيذيًا اعتبارًا من 1 يناير 2010، وتلقّى البَنك مبلغ 45 مِليار دُولَار أمريكيّ من برنامج إغاثة الأصول المتعثرة لسداد عَمَليّات بطاقات الائتمان المتأخّرة.

#### الاستحواذ على كونتريويد فينانسيال

رسم بياني يوضح مسار قيمة سهم بنك أمريكا وحجم المعاملات خلال الأزمة المالية 2007-2009

في 23 أغسطس 2007 أَعلَنَت الشَّرِكَة عَن اتفاقية إعادة شِرَاء لِشَرِكَة «كونتريويد فينانسيال» مُقابِل 2 مِليار دُولَار أمريكي، حيثُ رتبت لعملية شِرَاء الأسهم المفضلة لتوفير عائد استثمار بنِسبَة 7.25 بالمائة سنويًا، ولتوفير خِيَار شِرَاء الأسهم العادية بسعر 18 دُولَار لكل سهم.
في 11 يناير 2008 أعلن بنك أوف أَمرِيكا أنَّه سيشتري «كونتريويد فينانسيال» مُقابِل 4.1 مِليار دُولَار أمريكي،  واكتملت عَمَلِيَّة الاِستِحواذ في يوليو 2008، وحصل البَنك على حصّة كَبِيرَة في سوق الرهن العقاري بحصوله على موارد «كانتري وايد» لخدمة الرهن العقاري،  وَكَان يُنظر إلى عَمَلِيَّة الاِستِحواذ بأنَّها تهدف لإنقاذ كونتريويد من الإفلاس، ولكنَّه نفى ذَلِك، واعتبارًا من 31 ديسمبر 2007 قَدَم كونتريويد خِدمَة الرهن العقاري لتسعة ملايين من الرهون العقارية بقيمة 1.4 تريليون دُولَار،  وأصبحت شَّرِكَة «بنك أوف أَمرِيكا كوربوراشن» الشَّرِكَة الرائدة في تَقديم خِدمات الرهن العقاري في الوَلاَيات المتَّحدة، حيثُ تسيطر على 20-25 بالمائة من سوق قروض المنازل. لاحقًا تم دمج كونتريويد مَع الشَّرِكَة الفرعيّة لبنك أوف أَمرِيكا «ريد أوك ميرجر كوربوراشن»، وغيرت كونتريويد فينانسيال اسمها إلى "بنك أوف أمريكا هوم لوانس".
في ديسمبر 2011 وصل «بنك أوف أَمرِيكا» إلى تسوية مَع وزارة العدل الأمريكيَّة تَبلُغ 335 مليُون دُولَار، بسبب ممارسات الإقراض التمييزية، حيثُ قال المدعي العَام «إريك هولدر» إن تحقيقًا فيدراليًا وجد أن البَنك قام بالتمييز في الإقراض ضدَّ الأمريكيين الأفارقة واللاتينيين من 2004 إلى 2008، وقال إن أقلية منهم حصلوا على قروض رئيسية، ولكنَّها عالية المخاطر وذات مُعَدّل فائدة أعلى.

#### الاستحواذ على شركة ميريل لينش
في 14 سبتمبر 2008 أعلن بنك أوف أَمرِيكا عَن نيته شِرَاء شَّرِكَة ميريل لينش وشركائه في صَفقَة لِجَمِيع الأسهم بقيمة 50 مِليار دُولَار تقريبًا، حيثُ كَانَت ميريل لينش تعاني من الانهيار، وأنقذها الاِستِحواذ من الإفلاس،  وَكَان بنك أوف أَمرِيكا يجري محادثات أيضًا لشراء بنك ليمان براذرز ولكنَّ البَنك تخلى عَن المُحادثات بسبب نَقص الضمانات الحكوميَّة،  وتقدَّم بنك ليمان براذرز بطلب الإفلاس في ذَات اليوم الَّذِي أعلن فِيه «بنك أوف أَمرِيكا» عَن خططه للاستحواذ على «ميريل لينش»،  وبهذا الاِستِحواذ أصبَح «بنك أوف أَمرِيكا» أكبر شَّرِكَة خِدمات ماليَّة فِي العَالم،  وأصبحت تماسيك القابضة (أكبر مساهم في ميريل لينش) واحدة من أكبر المساهمين في بنك أوف أَمرِيكا بحصة 3 بالمائة لفترة وجيزة،  وَمَع ذَلِك فَقَد قدرت رويترز خسارتها بحوالي 3 مِليار دُولَار أمريكي، وقام صُندُوق الثروة السيادية السنغافوري ببيع كامل حصته في «بنك أوف أَمرِيكا» في الرُبع الأول من عام 2009.
وَافَق مساهمو الشركتين على الاِستِحواذ في 5 ديسمبر 2008، وأغلقت الصفقة في 1 يناير 2009،  واحتفظ «بنك أوف أَمرِيكا» بالعديد من أعضاء شَّرِكَة ميريل لينش، وفريق مَجلِس إِدَارَة «جون ثين» بَعد الاندماج. وَبَعد عزل جون ثين من منصبه غادر مُعظم فريقه، وعُين نيلسون شاي رئيسًا لمنطقة آسِيَا وَالمُحِيط الهَادِئ، وبقي وَاحِد فقط من فَرِيق «جون ثين» وَهُو رَئِيس المَبيعات والتِجَارَة «توم مونتاج».
كشف البَنك في 16 يناير 2009 عَن خسائر فادحة في «ميريل لينش» في الرُبع الرابع من العَام،  حيثُ سجل ميريل خسارة تشغيلية قدرها 21.5 مِليار دُولَار أمريكيّ في المَبيعات وعمليات التَّدَاوُل بِقيادة «توم مونتاج»، كما كشف البَنك أنَّه حاول التخلي عَن الصفقة في ديسمبر بَعد ظهور حجم الخسائر التجاريَّة في ميريل، لكنّه اضطر لإكمال الاندماج بَعد ضغط من الحُكومة، وَبَعد الإعلان عَن الخسائر انخفض سعر سهم البَنك إلى 7.18 دُولَار، وَهُو أدنى مُستَوى لَه مُنذ 17 عامًا، وكانت القِيمَة السوقِيَّة لبنك أوف أَمرِيكا متضمنة ميريل لينش تَبلُغ 45 مِليار دُولَار أمريكي، حيثُ انخفضت بمقدار 108 مِليار دُولَار أمريكيّ بَعد إعلان الاندماج.
قال الرَّئِيس التَّنفِيذِي لبنك أوف أَمرِيكا «كين لويس» أمام الكونجرس أنَّه كَان لديه بَعض الهواجس بِشَأن الاِستِحواذ على ميريل لينش، وأنَّ المسؤول الفيدراليّ ضغط عليه للمضي قدمًا في الصفقة أو مُوَاجَهَة فقدان وظيفته وتعريض علاقة البَنك بالمنظمين الفيدراليين للخطر،  ودعم كلامة برسائل البريد الإلكترونيّ الداخليَّة الَّتِي استدعها المُشرعون الجمهوريون في لَجنَة الرقابة بمجلس النواب،  حيثُ تضَّمنت إحدى رسائل البريد الإلكترونيّ تَهدِيد رَئِيس مَجلِس الاحتياطي الفيدراليّ في ريتشموند "جيفري إم لاكر" لبنك أوف أَمرِيكا إِذَا لَم يقوم بعملية الاِستِحواذ وَفِي يوم مَا طلب مُسَاعَدَة فيدرالية، فإنَّ إِدَارَة بنك أوف أَمرِيكا «ستختفي»، وتُشير رسائل البريد الإلكترونيّ الأُخرى الَّتِي قرأها عضو الكونجرس دينيس كوسينيتش أَثناء تَقديم شهادة لويس، إلى أن السيد لويس توقع غضب مساهميه بسبب شِرَاء ميريل، وطلب من المنظمين الحكوميين إصدار خطاب يفيد بأنَّ الحُكومة أمرته بإتمام صَفقَة الاِستِحواذ على ميريل.
جعل هَذَا الاِستِحواذ بنك أوف أَمرِيكا هُو الضامن الأول للديون العالميَّة ذَات العائد المرتفع، وثالث أكبر ضامن للأسهم العالميَّة وتاسع أكبر مستشار لعمليات الاندماج والاِستِحواذ العالميَّة،  وَمَع انحسار أزمة الائتمان هدأت خسائر ميريل لينش وحققت الشَّرِكَة التَّابِعَة 3.7 مِليار دُولَار أمريكيّ من بنك أوف أَمرِيكا، و4.2 مِليار في نهاية الرُبع الأول من 2009، وأكثر من 25 بالمائة في الرُبع الثالث من عام 2009.
في 28 سبتمبر 2012 قام بنك أوف أَمرِيكا بتسوية الدعوى الجماعيَّة المتعلّقة بالاِستِحواذ على «ميريل لينش» بموافقته على دَفع 2.43 مِليار دُولَار أمريكي،  وَكَان للعديد من المؤسّسات الماليَّة الكبرى حصّة في هَذِه الدعوى القضائيَّة ومنها "شيكاغو كليرينغ كوربوراشن"، والصناديق الوِقَائِيَّة، وصناديق الائتمان البنكية.

#### البرنامج الفيدرالي لإغاثة الأصول المتعثرة
تلقى بنك أوف أَمرِيكا 20 مِليار دُولَار أمريكيّ خِلال الأزمة المالية 2007–2008 من الحُكومة الأمريكيَّة من خِلال بَرنامَج إغاثة الأصول المتعثرة في 16 يناير 2009، وضمان لخسائر محتملة بقيمة 118 مِليار دُولَار أمريكيّ،  كَان هَذَا بِالإضافة إلى 25 مِليار دُولَار أمريكيّ قدمت للبنك في خريف 2008، وكانت الدفعة الإضافيَّة جُزء من صَفقَة مَع حكومة الوَلاَيات المتَّحدة لِلحِفَاظ على اندماج «بنك أوف أَمرِيكا» مَع شَّرِكَة الاِستِثمَار المتعثرة «ميريل لينش». وحينها أعرب أعضاء في الكونغرس الأمريكيّ عَن قلقهم الكبير بِشَأن إنفاق هَذِه الأموال، خاصَّة وأنَّ بَعض المُستفيدين قد اتهموا بإساءة اِستِخدام أموال الإنقاذ،  ثم نُقل عَن المدير التَّنفِيذِي كين لويس قوله «مَا زلنا نقرض، ونقرض أَكثَر بكثير بسبب بَرنامَج إغاثة الأصول المتعثرة»، وَمَع ذَلِك كَان أعضاء مجلس النواب الأمريكي متشككين واستشهدوا بالعديد من الأَشخَاص الَّذِي رفضَ البَنك تَقديم قروض لهم، كما يواجه حاملو بطاقات الائتمان شروطًا أَكثَر صرامة بِشَأن الدُّيون في حساباتهم.
وفقًا لمقال في صحيفة نيويورك تايمز نُشر في 15 مارس 2009، تلقى بنك أَمرِيكا 5.2 مِليار دُولَار أمريكيّ إضافي من أموال الإنقاذ الحكوميَّة عبر المجموعة العالمية الأمريكية. فيمَا ذكرت صحيفة «وول ستريت جورنال» أن بنك أَمرِيكا كَان يعمل بموجب «مذكرة تفاهم» سرية مع حكومة الوَلاَيات المتَّحدة تطالبه «بإصلاح مَجلِس إدارته ومعالجة المَشَاكِل المتصوَّرة مَع إِدَارَة المخاطر والسيولة»، واتخذت المؤسسة عدَّة خطوات مِنهَا ترتيب استقالة ستة من مديريها وتشكيل مَكتَب التأثير التنظيمي، حيثُ يواجه بنك أَمرِيكا عدَّة مواعيد نهائية في شهري يوليو وأغسطس للوفاء بِهَا، وإلا سيواجه عقوبات من المنظمين الفيدراليين، وَلَم يُعلق البَنك على قصَّة صحيفة «وول ستريت جورنال.» 
في 2 ديسمبر 2009 أعلن بنك أوف أَمرِيكا أنَّه سوف يسدد 45 مِليار دُولَار أمريكيّ تلقاها من بَرنامَج إغاثة الأصول المتعثرة وسيخرج من البَرنامج، وَفِي 9 ديسمبر أعلن البَنك أنَّه أكمل السَّدَاد بِاستخدام 26.2 مِليار دُولَار أمريكيّ من السيولة الفائضة، و18.6 مِليار دُولَار أمريكيّ اكتسبها من «الأوراق الماليَّة المكافئة المُشتركة»، وَخِلَال الإعلان قال كين لويس «إننا نقدر الدَّور الحاسم الَّذِي لعبته الحُكومة الأمريكيَّة في الخريف الماضي في المُساعدة على استقرار الأسواق الماليَّة، ويسعدنا أن نكون قادرين على سداد الاِستِثمَار بالكَامِل مَع الفائدة، وبصفتنا أكبر بنك في أَمرِيكا فإننا نتحمل مسؤولية الوَفَاء باستثمارات دافعي الضرائب ويظهر سجلنا أننا تمكنا من الوَفَاء بِهَا مَع الاستمرار في الإقراض.» 

#### تسوية المكافآت
في 3 أغسطس 2009 وَافَق «بنك أوف أَمرِيكا» على دَفع غرامة تَبلُغ 33 مليُون دُولَار أمريكيّ دُون قبول أو رفضَ الرسوم، إلى هيئة الأوراق المالية والبورصات الأمريكية بسبب عَدَم كشفه عَن اتفاقية لِدُفِع مَا يصل إلى 5.8 مِليار دُولَار أمريكيّ من المكافآت في استحواذه على «ميريل لينش»، حيثُ وَافَق البَنك على المكافآت قَبل الاندماج لكنّه لَم يكشف عَنهَا لمساهميه عَندَمَا كَان المساهمون يفكرون في المُوافقة على الاِستِحواذ على ميريل في ديسمبر 2008. وَكَان التحقيق أجراه المدعي العَام في نِيُويُورك أندرو كومو، وقال عضو الكونجرس كوسينيتش أن هَذِه الغرامة قد لَا تكون الأخيرة الَّتِي يدفعها «بنك أوف أَمرِيكا» بسبب طريقة تعامله في اندماج ميريل لينش،  ورفض القاضي الفيدراليّ «جيد راكوف» المُوافقة على التسوية في 5 أغسطس،  حيثُ كَانَت جلسة الاستماع الأولى أمام القاضي في 10 أغسطس ساخنة في بَعض الأحيان، وَكَان «ينتقد بشدَّة» جَمِيع المكافآت، حيثُ كَان المبلغ الفِعلِي للمكافآت المدفوعة 3.6 مِليار دُولَار أمريكيّ مِنهَا 850 مليُون دُولَار أمريكيّ كَانَت مضمونة، وتمَّ تقاسم المبلغ الباقي بَين 39 ألف عامل تلقوا مكافئات متوسطها 91000 دُولَار، فيمَا تلقى 696 شخصًا أَكثَر من مليُون دُولَار من المكافآت، وحصل شخص وَاحِد على الأقل على مكافئة أَكثَر من 33 مليُون دُولَار أمريكي.
في 14 سبتمبر 2009 رفضَ القاضي التسوية وطلب من الأَطرَاف الاِستِعدَاد لبدء المُحاكمة في موعد أقصاه 1 فبراير 2010، حيثُ ركَّزَ القاضي انتقاداته على حقيقة أن الغرامة في القضية سيدفعها مساهمو البَنك، وهم المتضررين أساسًا من عَدَم الإفصاح عَنهَا. وَفِي فبراير 2010 وَافَق القاضي «راكوف» على تسوية منقّحة تَبلُغ 150 مليُون دُولَار أمريكيّ غرامة، ووصفها بأنَّها «عدالة نصف مكتملة في أحسن الأحوال» و«غير كافية ومضللة»، ولمعالجة المخاوف الَّتِي أثارها في سبتمبر، سيتم «توزيع الغرامة فقط على مساهمي بنك أوف أَمرِيكا المتضررين من عَدَم الإفصاح، أو المساهمين القدامى».
كما أجرت «لَجنَة مَجلِس النواب الأمريكيَّة للإشراف والإصلاح الحكوميّ» تحقيقات حول هَذِه المسألة،  برئاسة إدولفوس تاونز،  وأجريت تحقيقات في «اللَّجنَة الفرعيّة للسياسة المحَلِية الخاصّة بالتحقيق» برئاسة كوسينيتش.

#### التزوير
في عام 2010 اتَّهمت الحُكومة الأمريكيَّة البَنك بالاحتيال على المدارس والمُستشفيات وعشرات من المنظَّمات الحكوميَّة والمحَلِية عَن طَرِيق سوء السُّلُوك والأَنشِطَة غير القانونيَّة من خِلال استثمار عائِدَات مَبيعات السندات البلدية، ووافق البَنك على دَفع 137.7 مليُون دُولَار أمريكي، مِنهَا 25 مليُون دُولَار أمريكيّ إلى دائرة الإيرادات الداخليَّة و4.5 مليُون دُولَار أمريكيّ للنائب العَام للدولة للمنظمات المُتضررة لتسوية الادِعاءات. وأقر دوجلاس كامبل المسؤول السَّابِق بالبَنك بأنَّه مذنب في تهم مكافحة الاحتكار والتآمر والاحتيال الإلكترونيّ.
في 24 أكتوبر 2012 رفع المدعي الفيدراليّ الأعلى في مانهاتن دعوى قضائية يزعم فِيهَا أن «بنك أوف أَمرِيكا» كلف دافعي الضرائب الأمريكيين أَكثَر من مِليار دُولَار أمريكيّ عَندَمَا باعت «كونتريويد فينانسيال» الرهون العقارية السامة لفاني ماي وفريدي ماك، وأنَّ مخطط الاحتيال كَان يسمى «هوستل» أو «هاي سبيد سويم لاني». وَفِي 23 مايو 2016 قضت محكمة الاستئناف بأنَّ استنتاج هيئة المحلّفين بأنَّ الرهون العقارية منخفضة الجودة الَّتِي قدمتها «كانتري وايد» إلى «فاني ماي» و«فريدي ماك» يدعم فقط «الانتهاك المُتعمَّد للعقد» وليس الاحتيال واستندت الدعوى المتعلّقة بالاحتيال المَدَنِي إلى أحكام قانون إصلاح المؤسّسات الماليَّة واستردادها وإنفاذها، وأفاد الحُكم الاستئنافي بِعَدَم وُجُود نية للاحتيال في وَقت إبرام عقد توريد الرهون العقارية.

#### 2011 إلى 2014
خِلال عام 2011 خفض «بنك أوف أَمرِيكا» عدد موظفيه بِمَا يقارب 36000 شخص لتوفير 5 مِليار دُولَار أمريكيّ سنويًا بحلول عام 2014،  وَفِي ديسمبر 2011 صَنَّفت «فوربس» ثَروَة بنك أوف أَمرِيكا الماليَّة في المرتبة 91 من بَين أكبر 100 بنك ومؤسسة ادخار في البلاد،  وبحلول نهاية 2012 سرح حوالي 16 ألف مُوَظَّف مَع اِستِمرار انخفاض الإيرادات بسبب اللوائح الجَدِيدَة والاقتِصَاد البطيء، ويُخطط البَنك لإلغاء 30 ألف وظيفة في إِطار بَرنامَج خفض التكاليف المسمى بروجكت نيو باك في نهاية العَام.
في الرُبع الأول من 2014 اشترى بيركشير هاثاواي 20 فرع من بنك أَمرِيكا في وَسَط وشرق نِيُويُورك مُقابِل 14.4 مليُون دُولَار، وَفِي أبريل ومايو 2014 باعَ بنك أوف أَمرِيكا أَكثَر من عشرين فرع من فروعه في ميشيغان إلى «هونتينغتون بانكشارس»، والَّتِي تم تحويلها في سبتمبر إلى فروع «بنك هنتنغتون الوطنيّ».
يُركَّزَ بنك أَمرِيكا على تنمية منصته المصرفيّة عبر الهَاتِف المَحمُول، كجزء من استراتيجيته الجَدِيدَة، وَفِي 2014 كَان لديه 31 مليُون مُستَخدم نشط عبر الإنترنت و16 مليُون مُستَخدم للهاتف المَحمُول، وبحلول 2018 ارتفع عدد مستخدمي الهواتِف المَحمُولة إلى 25.3 مليُون.

#### بيع حصّة في بنك التعمير الصيني
في عام 2005 اِستَحوذ «بنك أوف أَمرِيكا» على حصّة 9 بالمائة في بنك التعمير الصيني، أحد البنوك الأربعة الكبرى في الصين، مُقابِل 3 مِليار دُولَار أمريكي،  ومثل الاِستِحواذ أكبر غزو لِلشَّرِكَة في القِطَاع المصرفي المتنامي في الصين، حيثُ يمتلك البَنك مكاتب في هونغ كونغ وشنغهاي وغوانزو ويتطلع لتوسيع نطاق أعماله في الصين بشكل أكبر من خِلال الاِستِحواذ، وَفِي 2008 حصل بنك أوف أَمرِيكا على «جائزةً أفضَل صَفقَة تمويل مشروعات للعام» في حفلِ جوائز «أيه إل بي هونغ كونغ لاو» (بالإنجليزية: ALB Hong Kong Law) لعام 2008،  وَفِي نوفمبر 2011 أعلن أنَّه يخطط للتخلص من مُعظم حصته في بنك التعمير الصيني،  وَفِي سبتمبر 2013 باعَ حصته المُتبقية في بنك التعمير الصيني مُقابِل 1.5 مِليار دُولَار أمريكي، وخرجت الشَّرِكَة بالكَامِل من البلاد.

#### تسوية وزارة العدل
في أغسطس 2014 وَافَق بنك أوف أَمرِيكا على صَفقَة تَبلُغ نَحو 17 مِليار دُولَار أمريكيّ لتسوية المطالبات المرفوعة ضده المتعلّقة ببيع الأوراق الماليَّة السامة المُرتبطة بالرهن العقاري ومنها قروض المنازل عالية المخاطر، ويُعتقد أنَّها كَانَت أكبر تسوية في تَارِيخ الشَّرِكَات الأمريكيَّة، حيثُ اتفق البَنك مَع وزارة العدل الأمريكيَّة على دَفع غرامات تصل إلى 9.65 مِليار دُولَار أمريكي، ودفع إغاثات لضحايا القروض المعيبة تَبلُغ 7 مِليار دُولَار أمريكيّ شملت أَصحَاب المنازل والمقترضين وصناديق التَّقاعُد والبلديات،  وقال خبير الاقتِصَاد العقاري «جيد كولكو» إن التسوية «قطرة في بحر» مُقارنة بأضرار تَبلُغ 700 مِليار دُولَار أمريكيّ لحقت بـ 11 مليُون من أَصحَاب المنازل.
استند جُزء كَبِير من مقاضاة الحُكومة إلى المَعلُومَات الَّتِي قدمها ثلاثة من المبلغين عَن المخالفات وهم «شريف عبدو» (نائب رَئِيس أول في البنك)، و«روبرت مادسن» (مثمن محترف يعمل لَدَى شَّرِكَة تَابِعَة للبنك)، و«إدوارد أودونيل» (مسؤول فاني ماي)، حيثُ حصل الثلاثة على 170 مليُون دُولَار من جوائز المبلغين عَن المخالفات.

#### بنك المُجتمع
كون بنك أوف أَمرِيكا شراكَة مَع وزارة الدِفَاع الأمريكيَّة لِإِنشاء «بنك المُجتمع» (بالإنجليزية: Community Bank DOD)  لتقديم خِدمات مصرفية كَامِلَة للأفراد العسكريّين في 68 موقع أَجهِزَة الصراف الآلي،  المتواجدة في مُنشآت الجيش في قاعدة خليج غوانتانامو البحريَّة، وكوبا، ودييغو غارسيا، وألمانيا، واليابان، وإيطاليا، وجزيرة كواجالين، وكوريا الجنوبية، وهولندا، والمملكة المتحدة. وبالرغم من أن بنك أوف أَمرِيكا يدير بنك المُجتمع، فإنَّ خِدمات العملاء غير قابلة للتبادل بَين المؤسستين الماليتين،  ممَّا يعني أن عميل بنك المُجتمع لَا يمكنه الذهاب إلى فرع «بنك أوف أَمرِيكا» والسحب من حسابه والعكس صحيح، وَيَتِمّ تأمين الودائع الَّتِي يتم إجراؤها في الحسابات الجَارِيَة وحسابات التوفير من قَبل المؤسسة شركة تأمين الودائع الفيدرالية بحوالي 250 ألف دُولَار على الرغم من عَدَم وُجُود أي من فروع لبنك المُجتمع داخل الحدود القضائيَّة للولايات المتَّحدة.

#### قرار عَدَم تمويل صانعي الأسلِحَة ذَات الطراز العسكري
في أبريل 2018 أعلن بنك أَمرِيكا أنَّه سيتوقف عَن تَوفِير التمويل لصانعي الأسلِحَة ذَات الطراز العسكري مِثل بندقية AR-15، وأشار البَنك إلى أنَّه يهدف للمُساهمة في تقليل عَمَليّات إِطلاق النار الجماعيَّة بأي طريقة ممكنة.

#### التوسع مرَّة أُخرى (2015 إلى الوَقت الحاضر)
اِفتَتَح بنك أوف أَمرِيكا في 2015 فروعًا في المُدن الَّتِي لَم يكن فِيهَا من قَبل، حيثُ بدأَ في دنفر، ومن ثم منيابولس سانت بول وإنديانابوليس، وَفِي جَمِيع الحالات كَان لديه منافس وَاحِد على الأقل، حيثُ يُوجِد فرع لبنك تشيس في كلّ من دنفر وإنديانابوليس، بينما يُوجِد فرع لبنك ولز فارجو في دنفر وتوين سيتيز.
في يناير 2018 أعلن بنك أوف أَمرِيكا عَن توسع عضوي لبصمة التجزئة الخاصّة بِه في بيتسبرغ والمناطق المحيطة بِهَا، لتكملة «أَعمَال الإقراض التِجَارِيّ والاستثماري» في اَلمِنطَقَة، وتُعد بيتسبرغ من أكبر المُدن الأمريكيَّة الَّتِي لَا يتواجد فِيهَا فروع للأربعة المُنافسين الكبر، مَع وُجُود «فينانسيال سيرفس» الَّتِي تَتَمَتَّع بحصة سوقِيَّة رائدة في اَلمِنطَقَة،  وتزامن هَذَا التوسع مَع قِيَام «بنك تشيس» بتوسيع مماثل في بيتسبرغ،  وَفِي الشهر التالي أعلن بنك أَمرِيكا أنَّه سيتوسع في أكبر ثلاث مُدن في ولاية أوهايو وهي كليفلاند، وكولومبوس، وسينسيناتي، وتُعد هَذِه المُدن من معاقل بنك تشيس.

## وصلات خارجية
- موقع البنك الرئيسي